# Neuberg im Burgenland
Neuberg im Burgenland (en húngaro: Újhegy) es una ciudad localizada en el Distrito de Güssing, estado de Burgenland, Austria.
- Datos: Q543326
- Multimedia: Neuberg im Burgenland / Q543326

1. ↑  Worldpostalcodes.org, código postal n.º 7537.